# Ur So Gay
Ur So Gay è un singolo della cantante statunitense Katy Perry, pubblicato il 20 novembre 2007 come primo estratto dal secondo album in studio One of the Boys.

## Descrizione
Il testo fa riferimento ad un "ex" talmente narcisista e preoccupato della propria immagine da accorgersi della cantante. Il titolo si basa su un paradosso, espresso nel ritornello, che accusa: Sei così gay, e non ti piacciono nemmeno i ragazzi.

## Video musicale
Il videoclip alterna riprese della Perry che canta su uno sfondo fumettistico composto da nuvole e un prato animato, che circondano lei e la sua chitarra, e di alcuni bambolotti (maschili e femminili) che recitano le vicende raccontate dal testo della canzone.

## Accoglienza
La critica ha definito la canzone come un inno infantilmente emo, con scarsi temi sociali, e orribilmente omofobica.

## Promozione
La canzone ha attirato l'attenzione di Madonna, che ha accennato alla radio KRQ 93.7 che questa canzone era la sua preferita in quel momento, dichiarandolo anche al programma di Ryan Seacrest.

## Tracce
CD promozionale (Stati Uniti), 12" promozionale (Stati Uniti)
1. Ur So Gay (Edit) – 3:39
2. Ur So Gay (Remix) – 3:53
3. Use Your Love – 3:01
4. Lost – 4:20 – assente nell'edizione 12"
5. Ur So Gay (Instrumental) – 3:38
6. Ur So Gay (Instrumental Remix) – 5:55
7. Ur So Gay (A Cappella) – 3:15

7" (Stati Uniti)
- Lato A

1. Ur So Gay – 3:39

- Lato B

1. Use Your Love – 3:01

Download digitale
1. Ur So Gay – 3:39
2. Ur So Gay (Remix) – 5:54
3. Use Your Love – 3:03
4. Lost – 4:20